# Tanypus tenebrosus
Tanypus tenebrosus är en tvåvingeart som beskrevs av Chaudhuri, Das och Debnath 1985. Tanypus tenebrosus ingår i släktet Tanypus och familjen fjädermyggor. Inga underarter finns listade i Catalogue of Life.